# Панопея
Панопея в древногръцката митология е една от нереидите.
- Астероидът 70 Панопея е кръстен на нея.